# Albert Abraham Michelson
Albert Abraham Michelson (19. prosince 1852 Strzelno – 9. května 1931 Pasadena) byl americký fyzik narozený v Polsku do židovské rodiny. V roce 1907 obdržel Nobelovu cenu za fyziku za své přesné optické přístroje a výzkum pomocí nich prováděný.

## Život
Jako dvouletý odešel s rodiči z Německa do Spojených států. Vyrůstal v San Francisku. Po skončení studia vykonal v letech 1880–1882 studijní cestu po různých vědeckých institucích v Evropě. Pak se stal profesorem na universitě ve Worcesteru a později v Chicagu. V letech 1923–1927 byl prezidentem Národní akademie věd USA.
Protože pracoval v oblasti fyzikální optiky a zabýval se analýzou světla a světelných jevů, zaujaly ho úvahy o tzv. éterovém větru. V té době některé teorie předpokládaly, že šíření světla (a elektromagnetického vlnění obecně) umožňuje látka nazývaná éter a mnozí fyzikové se snažili zjistit, jak je toto prostředí ovlivňováno pohybem Země kolem Slunce. Pokud by byl éter nehybný, pohyb Země by vyvolával jakýsi éterový vítr, pokud by jej Země strhávala, byl by vůči předmětům a přístrojům na zemském povrchu v klidu. Michelson navrhl a uskutečnil pokus, který byl teoreticky zcela názorný a uskutečněný s velkou jistotou. Srovnával v něm rychlosti, jimiž se pohybuje světlo různými směry vůči pohybu Země. A závěry byly ohromující. Kdyby éterový vítr existoval, působil by mezi naměřenými rychlostmi rozdíly. Avšak Michelson žádné rozdíly nenaměřil. První pokusy udělal na studijní cestě v Berlíně v letech 1880–1881. Když ho však v roce 1884 H. A. Lorentz upozornil na některé nedostatky, v roce 1887 pokus opakoval v Clevelandu s americkým fyzikem E. W. Morleyem, a to s ještě větší přesností.
Michelson zjistil, že rychlost světla ve směru pohybu Země a ve směru kolmém na směr jejího pohybu je stejně velká – tedy že světlo se šíří všemi směry stejnou, neměnnou rychlostí, nezávisle na pohybu jeho zdroje. Tento absurdní výsledek měl pro fyziku obrovský význam. Vedl A. Einsteina k formulaci základního postulátu teorie relativity – k principu konstantní rychlosti světla.
Ke svému pokusu Michelson zkonstruoval zvláštní přístroj – interferometr, se kterým provedl i další významné experimenty. V letech 1892–1893 jím srovnával délku metru s délkou světelné vlny a zkoumal strukturu spektrálních čar. V letech 1914–1918 rozpracoval problémy aplikace interferenční metody v astronomii a sestrojil hvězdný interferometr, který umožňoval měřit úhlové průměry hvězd. Nic ho však již tolik neproslavilo jako „Michelsonův pokus“, resp. „Michelsonův–Morleyův experiment“.